# Boujan-sur-Libron
Boujan-sur-Libron település Franciaországban, Hérault megyében. Lakosainak száma 3536 fő (2022. január 1.). Boujan-sur-Libron Bassan, Béziers és Servian községekkel határos.

## Népesség
A település népességének változása:
| Lakosok száma | 1121 | 1843 | 2235 | 2902 | 3233 | 3355 | 3378 | 3367 | 3369 | 3536 |
|               | 1968 | 1982 | 1990 | 2006 | 2013 | 2015 | 2017 | 2019 | 2020 | 2022 |